# Cyperus multinervatus
Cyperus multinervatus är en halvgräsart som beskrevs av Jean Marie Bosser. Cyperus multinervatus ingår i släktet papyrusar, och familjen halvgräs.
Artens utbredningsområde är Madagaskar. Inga underarter finns listade i Catalogue of Life.